# Tårben
Tårben (latin: os lacrimale) är en del av kraniet. Tårbenet utgörs av två tunna benplattor på varje sida av näsan. De bildar en sida av ögonhålan.